# Tomáš Vojík
Tomáš Vojík (* 23. Januar 1993) ist ein tschechischer Biathlet.
Tomáš Vojík nahm zwischen 2012 und 2014 an jeweils drei Biathlon-Juniorenweltmeisterschaften sowie Juniorenrennen bei Biathlon-Europameisterschaften teil. Bei den Juniorenweltmeisterschaften 2012 in Kontiolahti waren zwei 16. Ränge in Sprint und Verfolgung beste Resultate, 2013 in Obertilliach Platz 15 im Verfolger sowie 2014 Presque Isle ein vierter Rang im Einzel. Bei den Europameisterschaften 2012 war Rang 20 im Sprint das einzige Top-20-Resultat, ein Jahr später kam er in Bansko nicht über einen 40. Rang im Sprint hinaus. Das einzige einstellige Resultat erreichte Vojík bei seiner Heim-EM 2014 in Nové Město na Moravě als Siebter im Sprint, zudem wurde er 16. des Verfolgers und Elfter des Einzels. Besonders erfolgreich war Vojík bei den Juniorenrennen bei den Sommerbiathlon-Weltmeisterschaften 2013 in Forni Avoltri, wo er in Sprint und Verfolgung die Titel gewann sowie mit Jessica Jislová, Pavla Šaldová und Adam Václavík Silber im Mixed-Staffelrennen gewann. 2014 gewann er in Tjumen die Titel in allen drei Rennen, in der Mixed-Staffel an der Seite von Jessica Jislová, Kristýna Černá und Adam Václavík.
Sein Debüt bei den Männern im Leistungsbereich gab Vojík 2013 in Obertilliach im IBU-Cup. Als 43. des Sprints verpasste er ihre seine Punkte nur knapp. Diese gewann er im weiteren Saisonverlauf als 39. eines Sprintrennens in Ruhpolding. In der Saison darauf konnte er in Obertilliach mit Rang zehn erstmals in die Top Ten laufen. Erste internationale Meisterschaften bei den Männern wurden die Biathlon-Europameisterschaften 2015 in Otepää, wo Vojík 51. des Einzels, 37. des Sprints und 45. der Verfolgung sowie mit Matěj und Tomáš Krupčík sowie Lukáš Kristejn Staffel-12. wurde.